# Donald Ross (golfista)
Donald James Ross (23 de novembro de 1872 – 26 de abril de 1948) foi um dos mais importantes designers de campo de golfe da história deste esporte. Ross nasceu em Dornoch, na Escócia, mas viveu a maior parte de sua vida nos Estados Unidos. Ross começou sua carreira sendo aprendiz de Old Tom Morris, em St. Andrews, na Escócia, por volta de 1899. Com a ajuda de um aluno de agronomia norte-americano, o escocês Robert White, de St. Andrews, Ross decidiu se mudar para os Estados Unidos. Ross investiu todas as suas economias para se mudar para os Estados Unidos e saiu da embarcação só com dois dólares. Lá, ele conseguiu seu primeiro emprego no Oakley Country Club em Watertown, Massachusetts. Ele rapidamente subiu na carreira, chegando a cargo de profissional. Em 1977 ele foi introduzido no Hall da Fama do Golfe Mundial.

## Carreira no golfe
Ross teve carreira de sucesso como jogador de golfe, vencendo três North & South Open (1903, 1905, 1906) e dois Abertos de Massachusetts (1905, 1911), e terminando em quinto lugar no Aberto dos Estados Unidos, além da oitava posição no Aberto Britânico, em 1910.